# Rod Griffin
Pour les articles homonymes, voir Griffin.
 (août 2019).
Si vous disposez d'ouvrages ou d'articles de référence ou si vous connaissez des sites web de qualité traitant du thème abordé ici, merci de compléter l'article en donnant les références utiles à sa vérifiabilité et en les liant à la section « Notes et références ».
Rod Griffin, né le 18 juin 1956 à Fairmont, est un joueur de basket-ball américain.

## Biographie
Sélectionné en dix-septième position lors de la draft 1978 de la NBA par les Nuggets de Denver, il ne joue jamais en NBA. Il rejoint l'Italie pour y évoluer pendant plusieurs saisons. Il rejoint ensuite l'Espagne, jouant une saison avec Obradoiro, puis la Suisse la saison suivante. Il retourne ensuite en Italie. Il évolue dans des niveaux moins élevés tout en débutant dans la carrière d'entraîneur.